# Danse sportive aux Jeux mondiaux de 2017
Navigation
Cali 2013 Birmingham 2022
La danse sportive aux Jeux mondiaux de 2017 est constituée de la salsa, du Rock'n'Roll et des danses de salon latines et de standards.

## Déroulement
La salsa s'est déroulée du 28 au 29 juillet 2017, les danses standards se sont déroulées le 28 juillet 2017, les danses latines se sont déroulées le 29 juillet 2017 et le Rock'n'Roll s'est déroulé le 29 juillet 2017.

### Représentants de la France
- Nicolas Thevenon et  Melitine Poulios représentaient la France dans la catégorie Rock'n'Roll.
- Charles-Guillaume Schmitt et Elena Salikhova représentaient la France dans la catégorie danses latines.
- Dans la catégorie danses standards il n'y avait aucun représentant français.
- Laure Ibanez et Jordan Mouillerac représentaient la France dans la catégorie salsa.

## Résultats détaillés

### Danses latines - 29 juillet 2017

#### Premier Tour
| Pays         | Noms                                          | Samba | Samba | Cha Cha Cha | Cha Cha Cha | Rumba | Rumba | Paso Doble | Paso Doble | Jive  | Jive | Total point | Résultat |
| Pays         | Noms                                          | Point | Rang  | Point       | Rang        | Point | Rang  | Point      | Rang       | Point | Rang | Total point | Résultat |
| ------------ | --------------------------------------------- | ----- | ----- | ----------- | ----------- | ----- | ----- | ---------- | ---------- | ----- | ---- | ----------- | -------- |
| Moldavie     | Anna Matus / Gabriele Goffredo                | 37,58 | 1     | 37,35       | 1           | 37,58 | 1     | 37,42      | 1          | 37,58 | 1    | 187,51      | Q        |
| Russie       | Swetlana Gudyno / Armen Zaturyan              | 36,82 | 2     | 36,80       | 2           | 36,67 | 2     | 36,50      | 2          | 36,83 | 2    | 183,62      | Q        |
| France       | Elena Salikhova / Charles-Guillaume Schmitt   | 36,17 | 3     | 36,07       | 3           | 36,00 | 3     | 36,25      | 3          | 36,00 | 3    | 180,49      | Q        |
| Hongrie      | Martina Varadi / Andrea Silvestri             | 35,38 | 4     | 35,50       | 4           | 35,65 | 4     | 35,08      | 4          | 35,25 | 4    | 176,86      | Q        |
| Espagne      | Rosa Carne / Guillem Pascual                  | 34,45 | 5     | 34,54       | 5           | 34,25 | 5     | 34,27      | 5          | 34,00 | 8    | 171,51      | Q        |
| Roumanie     | Cristina-Maria Tatar / Paul-Adrian Moldovan   | 33,13 | 8     | 34,25       | 6           | 33,92 | 6     | 34,08      | 6          | 34,17 | 5    | 169,55      | Q        |
| Chine        | Ting Zhuang / Yao Hou                         | 33,30 | 7     | 34,12       | 7           | 33,83 | 7     | 33,54      | 8          | 34,03 | 7    | 168,82      | Q        |
| Italie       | Roberta Benedetti / Giacomo Lazzarini         | 33,08 | 9     | 33,75       | 9           | 33,42 | 9     | 33,50      | 9          | 34,13 | 6    | 167,88      | Q        |
| Danemark     | Sandra Sørensen / Malthe Brinch Rohde         | 32,17 | 11    | 34,00       | 8           | 33,57 | 8     | 33,83      | 7          | 33,40 | 9    | 166,97      | Q        |
| Israël       | Yevgenya Libman / Jevgenijs Suvorovs          | 33,38 | 6     | 33,08       | 10          | 32,80 | 11    | 32,85      | 11         | 33,05 | 10   | 165,16      | Q        |
| Lituanie     | Migle Klupsaite / Jokubas Venckus             | 32,90 | 10    | 33,07       | 11          | 32,98 | 10    | 32,85      | 10         | 32,90 | 11   | 164,7       | R        |
| Pologne      | Anna Walachowska / Bartosz Lewandowski        | 31,48 | 13    | 32,88       | 12          | 32,17 | 13    | 32,08      | 12         | 31,47 | 13   | 160,08      | R        |
| Tchéquie     | Sabina Karásková / Tomáš Gál                  | 31,63 | 12    | 31,75       | 13          | 32,22 | 12    | 32,08      | 12         | 31,58 | 12   | 159,26      | R        |
| Kirghizistan | Tatiana Kogadei / Aleksei Kibkalo             | 31,33 | 14    | 31,00       | 14          | 30,97 | 16    | 31,42      | 14         | 31,08 | 16   | 155,8       | R        |
| Portugal     | Vanessa Ferrao / Telmo Madeira                | 31,08 | 15    | 30,92       | 15          | 31,25 | 14    | 30,75      | 16         | 31,42 | 14   | 155,42      | R        |
| Ukraine      | Oksana Lukyanenko / Roman Gerbey              | 30,63 | 18    | 30,22       | 16          | 30,50 | 17    | 31,40      | 15         | 31,12 | 15   | 153,87      | R        |
| Slovaquie    | Lucia Krncanova / Jiri Hein                   | 30,90 | 16    | 30,20       | 17          | 30,98 | 15    | 30,40      | 18         | 30,90 | 17   | 153,38      | R        |
| Australie    | Lana Skrgic-De Fonseka / Brodie Barden        | 29,68 | 20    | 29,67       | 18          | 29,83 | 19    | 30,70      | 17         | 30,50 | 18   | 150,38      | R        |
| Corée du Sud | Nara Shin / Gi Yong Nam                       | 30,65 | 17    | 28,93       | 21          | 29,72 | 20    | 30,25      | 19         | 30,42 | 19   | 149,97      | R        |
| Japon        | Ami Yoshikawa / Sota Fujii                    | 30,08 | 19    | 29,35       | 20          | 30,45 | 18    | 28,70      | 20         | 28,83 | 20   | 147,41      | R        |
| États-Unis   | Zoe Zimmermann / Dillon Lehman                | 28,17 | 21    | 29,40       | 19          | 28,98 | 21    | 27,68      | 22         | 28,33 | 21   | 142,56      | R        |
| Thaïlande    | Nattanicha Ittisophonpisarn / Puttisit Promna | 27,83 | 22    | 27,50       | 22          | 28,50 | 22    | 27,80      | 21         | 28,10 | 22   | 139,73      | R        |
| Canada       | Sarah-Maude Thibaudeau / Daniel Zaharia       | 27,32 | 23    | 26,67       | 23          | 26,05 | 23    | 27,25      | 23         | 27,83 | 23   | 135,12      | R        |
| Norvège      | Kine Mardal / Petter Engan                    | DNS   | DNS   | DNS         | DNS         | DNS   | DNS   | DNS        | DNS        | DNS   | DNS  | DNS         | DNS      |

- Q : Qualifié pour la demi-finale
- R : Qualifié pour la redance

#### Redance
| Pays         | Noms                                          | Samba | Samba | Cha Cha Cha | Cha Cha Cha | Rumba | Rumba | Paso Doble | Paso Doble | Jive  | Jive | Total point | Résultat |
| Pays         | Noms                                          | Point | Rang  | Point       | Rang        | Point | Rang  | Point      | Rang       | Point | Rang | Total point | Résultat |
| ------------ | --------------------------------------------- | ----- | ----- | ----------- | ----------- | ----- | ----- | ---------- | ---------- | ----- | ---- | ----------- | -------- |
| Lituanie     | Migle Klupsaite / Jokubas Venckus             | 32,47 | 1     | 32,28       | 1           | 32,08 | 1     | 31,75      | 1          | 31,80 | 1    | 160,38      | Q        |
| Portugal     | Vanessa Ferrao / Telmo Madeira                | 30,52 | 3     | 30,58       | 5           | 30,75 | 2     | 31,17      | 2          | 30,30 | 3    | 153,32      | Q        |
| Kirghizistan | Tatiana Kogadei / Aleksei Kibkalo             | 30,87 | 2     | 30,83       | 3           | 30,58 | 4     | 30,83      | 3          | 29,60 | 6    | 152,71      | Q        |
| Tchéquie     | Sabina Karásková / Tomáš Gál                  | 30,10 | 4     | 30,67       | 4           | 30,40 | 5     | 30,48      | 4          | 30,50 | 2    | 152,15      | Q        |
| Pologne      | Anna Walachowska / Bartosz Lewandowski        | 29,50 | 8     | 30,87       | 2           | 30,70 | 3     | 30,00      | 5          | 29,53 | 7    | 150,6       | 15e      |
| Australie    | Lana Skrgic-De Fonseka / Brodie Barden        | 29,92 | 5     | 30,00       | 6           | 29,92 | 7     | 29,25      | 8          | 29,92 | 5    | 149,01      | 16e      |
| Corée du Sud | Nara Shin / Gi Yong Nam                       | 28,87 | 10    | 29,67       | 8           | 30,08 | 6     | 29,83      | 6          | 30,17 | 4    | 148,62      | 17e      |
| Ukraine      | Oksana Lukyanenko / Roman Gerbey              | 29,79 | 6     | 29,83       | 7           | 29,35 | 9     | 29,71      | 7          | 29,02 | 8    | 147,7       | 18e      |
| Slovaquie    | Lucia Krncanova / Jiri Hein                   | 29,67 | 7     | 29,43       | 10          | 29,32 | 10    | 28,92      | 10         | 28,50 | 10   | 145,84      | 19e      |
| Japon        | Ami Yoshikawa / Sota Fujii                    | 28,97 | 9     | 29,53       | 9           | 29,67 | 8     | 28,98      | 9          | 28,55 | 9    | 145,7       | 20e      |
| États-Unis   | Zoe Zimmermann / Dillon Lehman                | 27,83 | 11    | 28,08       | 11          | 27,97 | 11    | 26,92      | 11         | 26,42 | 13   | 137,22      | 21e      |
| Thaïlande    | Nattanicha Ittisophonpisarn / Puttisit Promna | 27,08 | 12    | 27,45       | 12          | 27,95 | 12    | 26,75      | 12         | 27,30 | 11   | 136,53      | 22e      |
| Canada       | Sarah-Maude Thibaudeau / Daniel Zaharia       | 26,58 | 13    | 27,27       | 13          | 27,27 | 13    | 26,25      | 13         | 26,63 | 12   | 134         | 23e      |

- Q : Qualifié pour la demi-finale

#### Demi-finale
| Pays         | Noms                                        | Samba | Samba | Cha Cha Cha | Cha Cha Cha | Rumba | Rumba | Paso Doble | Paso Doble | Jive  | Jive | Total point | Résultat |
| Pays         | Noms                                        | Point | Rang  | Point       | Rang        | Point | Rang  | Point      | Rang       | Point | Rang | Total point | Résultat |
| ------------ | ------------------------------------------- | ----- | ----- | ----------- | ----------- | ----- | ----- | ---------- | ---------- | ----- | ---- | ----------- | -------- |
| Moldavie     | Anna Matus / Gabriele Goffredo              | 37,92 | 1     | 37,58       | 1           | 37,83 | 1     | 38,33      | 1          | 37,92 | 1    | 189,58      | Q        |
| Russie       | Swetlana Gudyno / Armen Zaturyan            | 36,75 | 2     | 37,25       | 2           | 36,92 | 2     | 37,08      | 2          | 36,58 | 3    | 184,58      | Q        |
| France       | Elena Salikhova / Charles-Guillaume Schmitt | 36,58 | 3     | 36,42       | 3           | 36,58 | 3     | 36,83      | 3          | 36,67 | 2    | 183,08      | Q        |
| Hongrie      | Martina Varadi / Andrea Silvestri           | 35,25 | 4     | 35,58       | 4           | 35,50 | 4     | 35,17      | 4          | 35,25 | 4    | 176,75      | Q        |
| Espagne      | Rosa Carne / Guillem Pascual                | 33,75 | 5     | 34,55       | 5           | 34,08 | 5     | 33,75      | 7          | 33,47 | 7    | 169,6       | Q        |
| Roumanie     | Cristina-Maria Tatar / Paul-Adrian Moldovan | 33,48 | 8     | 33,72       | 6           | 34,08 | 5     | 34,02      | 5          | 33,70 | 5    | 169         | Q        |
| Italie       | Roberta Benedetti / Giacomo Lazzarini       | 33,58 | 9     | 33,75       | 9           | 33,92 | 7     | 33,92      | 6          | 33,67 | 6    | 168,84      | 7e       |
| Danemark     | Sandra Sørensen / Malthe Brinch Rohde       | 33,33 | 11    | 33,83       | 8           | 33,33 | 8     | 33,17      | 8          | 33,23 | 8    | 166,89      | 8e       |
| Chine        | Ting Zhuang / Yao Hou                       | 34,46 | 7     | 33,03       | 7           | 33,28 | 9     | 33,03      | 9          | 32,20 | 9    | 166         | 9e       |
| Israël       | Yevgenya Libman / Jevgenijs Suvorovs        | 32,92 | 6     | 32,57       | 10          | 32,83 | 10    | 32,48      | 10         | 32,00 | 10   | 162,8       | 10e      |
| Lituanie     | Migle Klupsaite / Jokubas Venckus           | 31,83 | 10    | 31,42       | 11          | 31,23 | 11    | 31,57      | 11         | 31,33 | 11   | 157,38      | 11e      |
| Portugal     | Vanessa Ferrao / Telmo Madeira              | 30,75 | 15    | 30,68       | 15          | 30,75 | 12    | 31,03      | 12         | 30,58 | 12   | 153,79      | 12e      |
| Kirghizistan | Tatiana Kogadei / Aleksei Kibkalo           | 30,33 | 14    | 30,42       | 14          | 30,50 | 13    | 30,58      | 13         | 30,08 | 14   | 151,91      | 13e      |
| Tchéquie     | Sabina Karásková / Tomáš Gál                | 30,42 | 12    | 29,95       | 13          | 30,43 | 14    | 30,58      | 13         | 30,33 | 13   | 151,71      | 14e      |

- Q : Qualifié pour la finale

#### Finale
| Pays     | Noms                                        | Samba | Samba | Cha Cha Cha | Cha Cha Cha | Rumba | Rumba | Paso Doble | Paso Doble | Jive  | Jive | Total point | Résultat |
| Pays     | Noms                                        | Point | Rang  | Point       | Rang        | Point | Rang  | Point      | Rang       | Point | Rang | Total point | Résultat |
| -------- | ------------------------------------------- | ----- | ----- | ----------- | ----------- | ----- | ----- | ---------- | ---------- | ----- | ---- | ----------- | -------- |
| Moldavie | Anna Matus / Gabriele Goffredo              | 38,71 | 1     | 38,75       | 1           | 38,58 | 1     | 38,75      | 1          | 38,58 | 1    | 193,37      | 1re      |
| Russie   | Swetlana Gudyno / Armen Zaturyan            | 37,04 | 3     | 37,83       | 2           | 37,67 | 2     | 37,75      | 2          | 37,79 | 2    | 188,08      | 2e       |
| France   | Elena Salikhova / Charles-Guillaume Schmitt | 37,17 | 2     | 36,92       | 3           | 37,33 | 3     | 37,50      | 3          | 37,29 | 3    | 186,21      | 3e       |
| Hongrie  | Martina Varadi / Andrea Silvestri           | 35,75 | 4     | 35,67       | 4           | 35,67 | 4     | 35,58      | 4          | 35,75 | 4    | 178,42      | 4e       |
| Espagne  | Rosa Carne / Guillem Pascual                | 34,63 | 5     | 34,75       | 5           | 34,50 | 5     | 34,17      | 6          | 34,46 | 6    | 172,51      | 5e       |
| Roumanie | Cristina-Maria Tatar / Paul-Adrian Moldovan | 33,97 | 6     | 34,67       | 6           | 34,42 | 6     | 34,33      | 5          | 34,62 | 5    | 172,01      | 6e       |

### Danses standards - 28 juillet 2017

#### Premier tour
| Pays         | Noms                                    | Valse | Valse | Tango | Tango | Valse viennoise | Valse viennoise | Slow Fox | Slow Fox | Quickstep | Quickstep | Total point | Résultat |
| Pays         | Noms                                    | Point | Rang  | Point | Rang  | Point           | Rang            | Point    | Rang     | Point     | Rang      | Total point | Résultat |
| ------------ | --------------------------------------- | ----- | ----- | ----- | ----- | --------------- | --------------- | -------- | -------- | --------- | --------- | ----------- | -------- |
| Allemagne    | Benedetto Ferruggia / Claudia Köhler    | 37,42 | 1     | 37,83 | 1     | 37,67           | 1               | 37,42    | 1        | 38,00     | 1         | 188,34      | Q        |
| Russie       | Olga Kulikowa / Dmitri Scharkow         | 37,25 | 2     | 37,00 | 2     | 36,92           | 2               | 37,25    | 2        | 37,08     | 2         | 185,5       | Q        |
| Lituanie     | Ieva Zukauskaite / Evaldas Sodeika      | 36,08 | 3     | 36,08 | 3     | 35,57           | 4               | 36,33    | 3        | 36,50     | 3         | 180,56      | Q        |
| Italie       | Debora Pacini / Francesco Galuppo       | 35,68 | 4     | 35,77 | 4     | 35,67           | 3               | 35,58    | 4        | 35,42     | 4         | 178,12      | Q        |
| Hongrie      | Viktoria Pali / Csaba László            | 33,27 | 5     | 33,42 | 6     | 32,58           | 8               | 33,03    | 6        | 33,42     | 5         | 165,72      | Q        |
| Pologne      | Justyna Mozdzonek / Maeusz Brzozowski   | 33,17 | 6     | 33,50 | 5     | 32,18           | 9               | 33,33    | 5        | 32,98     | 6         | 165,16      | Q        |
| Lettonie     | Eliza Ancane / Edgars Linis             | 33,05 | 7     | 32,85 | 7     | 33,58           | 5               | 32,68    | 7        | 32,75     | 7         | 164,91      | Q        |
| Kazakhstan   | Marina Laptiyeva / Vladlen Kravchenko   | 32,25 | 8     | 32,58 | 8     | 32,92           | 6               | 32,50    | 8        | 32,00     | 9         | 162,25      | Q        |
| Chine        | Yujie Liang / Hong Shen                 | 32,02 | 10    | 31,67 | 11    | 31,80           | 10              | 32,27    | 11       | 32,50     | 8         | 160,26      | Q        |
| Roumanie     | Roxana Lucaciu / Paul Ionut Rednic      | 31,33 | 14    | 31,50 | 12    | 32,63           | 7               | 32,33    | 10       | 31,82     | 10        | 159,61      | Q        |
| Israël       | Natalia Driker / Paris Francesco        | 32,25 | 8     | 31,92 | 9     | 31,33           | 11              | 31,75    | 14       | 31,08     | 13        | 158,33      | R        |
| Slovaquie    | Adriána Dindofferová / Ľubomír Mick     | 31,25 | 15    | 31,72 | 10    | 30,63           | 15              | 32,35    | 9        | 31,67     | 11        | 157,62      | R        |
| Biélorussie  | Jana Tudwasewa / Aljaksandr Samosjuk    | 31,60 | 13    | 30,33 | 16    | 30,25           | 17              | 31,83    | 13       | 31,33     | 12        | 155,34      | R        |
| Espagne      | Patricia Martinez / Adrian Esperon      | 31,67 | 12    | 31,00 | 13    | 31,17           | 12              | 30,92    | 18       | 30,33     | 18        | 155,09      | R        |
| Estonie      | Baile Orb / Ergo Luuk                   | 31,90 | 11    | 29,50 | 20    | 30,75           | 14              | 31,53    | 15       | 30,85     | 14        | 154,53      | R        |
| Autriche     | Barbara Westermayer / Klemens Hofer     | 30,53 | 19    | 30,78 | 14    | 29,90           | 19              | 31,85    | 12       | 30,83     | 15        | 153,89      | R        |
| États-Unis   | Vashti Reed / Earle Williamson          | 30,68 | 18    | 30,08 | 17    | 30,17           | 18              | 31,22    | 16       | 30,83     | 15        | 152,98      | R        |
| Tchéquie     | Klára Zámečníková / Michal Drha         | 30,95 | 16    | 29,78 | 19    | 30,83           | 13              | 30,33    | 19       | 30,54     | 17        | 152,43      | R        |
| Australie    | Lana Skrgic-De Fonseka / Brodie Barden  | 30,90 | 17    | 30,08 | 17    | 29,50           | 20              | 29,83    | 21       | 30,15     | 19        | 150,46      | R        |
| Japon        | Tomomi Yamamoto / Takeshi Yamamoto      | 29,70 | 21    | 30,54 | 15    | 29,46           | 21              | 30,96    | 17       | 29,55     | 21        | 150,21      | R        |
| Corée du Sud | In Hwa Hong / Kim Dongsoo               | 29,90 | 20    | 29,42 | 22    | 30,35           | 16              | 28,67    | 23       | 29,77     | 20        | 148,11      | R        |
| Moldavie     | Valeria Gumeniuc / Dima Kusnir          | 28,75 | 22    | 29,50 | 20    | 28,75           | 22              | 29,92    | 20       | 29,52     | 22        | 146,44      | R        |
| Canada       | Sarah-Maude Thibaudeau / Daniel Zaharia | 26,78 | 23    | 27,42 | 23    | 26,83           | 24              | 28,79    | 22       | 26,00     | 23        | 135,82      | R        |
| Équateur     | Camila Arboleda / Christopher Mejia     | 26,63 | 24    | 27,40 | 24    | 27,88           | 23              | 26,25    | 24       | 25,97     | 24        | 134,13      | R        |

- Q : Qualifié pour la demi-finale
- R : Qualifié pour la redance

#### Redance
| Pays         | Noms                                    | Valse | Valse | Tango | Tango | Valse viennoise | Valse viennoise | Slow Fox | Slow Fox | Quickstep | Quickstep | Total point | Résultat |
| Pays         | Noms                                    | Point | Rang  | Point | Rang  | Point           | Rang            | Point    | Rang     | Point     | Rang      | Total point | Résultat |
| ------------ | --------------------------------------- | ----- | ----- | ----- | ----- | --------------- | --------------- | -------- | -------- | --------- | --------- | ----------- | -------- |
| Biélorussie  | Jana Tudwasewa / Aljaksandr Samosjuk    | 30,97 | 2     | 30,58 | 2     | 30,67           | 1               | 30,67    | 4        | 31,08     | 1         | 153,97      | Q        |
| Espagne      | Patricia Martinez / Adrian Esperon      | 30,88 | 3     | 30,25 | 7     | 30,40           | 3               | 31,28    | 1        | 29,60     | 7         | 152,41      | Q        |
| Slovaquie    | Adriána Dindofferová / Ľubomír Mick     | 31,30 | 1     | 30,53 | 3     | 29,93           | 8               | 30,33    | 6        | 30,25     | 2         | 152,34      | Q        |
| Autriche     | Barbara Westermayer / Klemens Hofer     | 30,50 | 5     | 30,60 | 1     | 30,50           | 2               | 30,03    | 7        | 30,17     | 3         | 151,8       | Q        |
| Estonie      | Baile Orb / Ergo Luuk                   | 30,75 | 4     | 30,50 | 4     | 30,12           | 4               | 30,75    | 2        | 29,68     | 6         | 151,8       | 15e      |
| États-Unis   | Vashti Reed / Earle Williamson          | 30,18 | 6     | 30,33 | 6     | 30,08           | 6               | 30,42    | 5        | 30,00     | 4         | 151,01      | 16e      |
| Tchéquie     | Klára Zámečníková / Michal Drha         | 29,25 | 8     | 30,45 | 5     | 30,08           | 6               | 29,33    | 9        | 29,83     | 5         | 148,94      | 17e      |
| Australie    | Lana Skrgic-De Fonseka / Brodie Barden  | 29,58 | 7     | 29,33 | 9     | 29,75           | 9               | 29,97    | 8        | 29,58     | 8         | 148,21      | 18e      |
| Japon        | Tomomi Yamamoto / Takeshi Yamamoto      | 27,75 | 9     | 30,15 | 8     | 30,10           | 5               | 30,70    | 3        | 29,10     | 10        | 147,8       | 19e      |
| Moldavie     | Valeria Gumeniuc / Dima Kusnir          | 27,42 | 10    | 29,18 | 10    | 29,30           | 10              | 28,80    | 10       | 29,25     | 9         | 143,95      | 20e      |
| Équateur     | Camila Arboleda / Christopher Mejia     | 26,60 | 11    | 26,55 | 11    | 26,35           | 11              | 26,00    | 12       | 26,13     | 11        | 131,63      | 21e      |
| Canada       | Sarah-Maude Thibaudeau / Daniel Zaharia | 26,60 | 11    | 25,88 | 12    | 25,70           | 12              | 26,25    | 11       | 25,79     | 12        | 130,22      | 22e      |
| Israël       | Natalia Driker / Paris Francesco        | 1,00  | 13    | 1,00  | 13    | 1,08            | 13              | 1,00     | 13       | 1,00      | 13        | 5,08        | 23e      |
| Corée du Sud | In Hwa Hong / Kim Dongsoo               | 1,00  | 13    | 1,00  | 13    | 1,08            | 13              | 1,00     | 13       | 1,00      | 13        | 5,08        | 23e      |

- Q : Qualifié pour la demi-finale

#### Demi-finale
| Pays        | Noms                                  | Valse | Valse | Tango | Tango | Valse viennoise | Valse viennoise | Slow Fox | Slow Fox | Quickstep | Quickstep | Total point | Résultat |
| Pays        | Noms                                  | Point | Rang  | Point | Rang  | Point           | Rang            | Point    | Rang     | Point     | Rang      | Total point | Résultat |
| ----------- | ------------------------------------- | ----- | ----- | ----- | ----- | --------------- | --------------- | -------- | -------- | --------- | --------- | ----------- | -------- |
| Allemagne   | Benedetto Ferruggia / Claudia Köhler  | 38,08 | 1     | 38,17 | 1     | 37,75           | 1               | 37,50    | 1        | 38,17     | 1         | 189,67      | Q        |
| Russie      | Olga Kulikowa / Dmitri Scharkow       | 37,42 | 2     | 37,42 | 2     | 37,08           | 2               | 37,25    | 2        | 37,42     | 2         | 186,59      | Q        |
| Lituanie    | Ieva Zukauskaite / Evaldas Sodeika    | 37,00 | 3     | 36,33 | 3     | 36,67           | 3               | 36,83    | 3        | 36,75     | 3         | 183,58      | Q        |
| Italie      | Debora Pacini / Francesco Galuppo     | 35,83 | 4     | 35,75 | 4     | 35,58           | 4               | 35,75    | 4        | 35,67     | 4         | 178,58      | Q        |
| Pologne     | Justyna Mozdzonek / Maeusz Brzozowski | 33,67 | 5     | 34,00 | 5     | 33,58           | 5               | 33,83    | 5        | 33,67     | 5         | 168,75      | Q        |
| Hongrie     | Viktoria Pali / Csaba László          | 33,50 | 6     | 33,33 | 6     | 33,17           | 7               | 33,58    | 6        | 33,58     | 6         | 167,16      | Q        |
| Lettonie    | Eliza Ancane / Edgars Linis           | 33,25 | 7     | 33,00 | 8     | 33,18           | 6               | 33,33    | 7        | 33,42     | 7         | 166,18      | 7e       |
| Kazakhstan  | Marina Laptiyeva / Vladlen Kravchenko | 32,92 | 8     | 32,75 | 9     | 33,08           | 8               | 32,58    | 9        | 32,67     | 9         | 164         | 8e       |
| Roumanie    | Roxana Lucaciu / Paul Ionut Rednic    | 32,67 | 9     | 33,05 | 7     | 32,42           | 9               | 33,00    | 8        | 32,83     | 8         | 163,97      | 9e       |
| Chine       | Yujie Liang / Hong Shen               | 32,42 | 10    | 32,42 | 10    | 31,92           | 10              | 32,33    | 10       | 32,42     | 10        | 161,51      | 10e      |
| Biélorussie | Jana Tudwasewa / Aljaksandr Samosjuk  | 32,00 | 11    | 31,92 | 11    | 31,83           | 11              | 31,92    | 11       | 31,83     | 11        | 159,5       | 11e      |
| Autriche    | Barbara Westermayer / Klemens Hofer   | 31,72 | 12    | 30,75 | 13    | 30,83           | 12              | 31,58    | 12       | 30,93     | 13        | 155,81      | 12e      |
| Slovaquie   | Adriána Dindofferová / Ľubomír Mick   | 31,25 | 13    | 31,17 | 12    | 30,17           | 14              | 31,33    | 13       | 31,05     | 12        | 154,97      | 13e      |
| Espagne     | Patricia Martinez / Adrian Esperon    | 30,42 | 14    | 30,48 | 14    | 30,68           | 13              | 30,62    | 14       | 30,68     | 14        | 152,88      | 14e      |

- Q : Qualifié pour la finale

#### Finale
| Pays      | Noms                                  | Valse | Valse | Tango | Tango | Valse viennoise | Valse viennoise | Slow Fox | Slow Fox | Quickstep | Quickstep | Total point | Résultat |
| Pays      | Noms                                  | Point | Rang  | Point | Rang  | Point           | Rang            | Point    | Rang     | Point     | Rang      | Total point | Résultat |
| --------- | ------------------------------------- | ----- | ----- | ----- | ----- | --------------- | --------------- | -------- | -------- | --------- | --------- | ----------- | -------- |
| Allemagne | Benedetto Ferruggia / Claudia Köhler  | 38,58 | 1     | 38,92 | 1     | 38,50           | 1               | 38,50    | 1        | 38,75     | 1         | 193,25      | 1re      |
| Russie    | Olga Kulikowa / Dmitri Scharkow       | 38,08 | 2     | 37,75 | 2     | 37,65           | 2               | 37,58    | 2        | 38,06     | 2         | 189,12      | 2e       |
| Lituanie  | Ieva Zukauskaite / Evaldas Sodeika    | 37,21 | 3     | 36,58 | 3     | 36,92           | 3               | 37,25    | 3        | 37,13     | 3         | 185,09      | 3e       |
| Italie    | Debora Pacini / Francesco Galuppo     | 35,95 | 4     | 36,08 | 4     | 36,27           | 4               | 36,08    | 4        | 36,13     | 4         | 180,51      | 4e       |
| Pologne   | Justyna Mozdzonek / Maeusz Brzozowski | 34,32 | 5     | 33,95 | 5     | 34,33           | 5               | 34,33    | 5        | 34,75     | 5         | 171,68      | 5e       |
| Hongrie   | Viktoria Pali / Csaba László          | 34,27 | 6     | 33,43 | 6     | 33,75           | 6               | 33,92    | 6        | 34,33     | 6         | 169,7       | 6e       |

### Rock 'n' Roll - 29 juillet 2017

#### Premier tour
| Pays      | Noms                                    | Points | Résultat |
| --------- | --------------------------------------- | ------ | -------- |
| Russie    | Xenia Osnowina / Konstantin Tschistikow | 82,82  | Q        |
| Pologne   | Anna Miadzielec / Jacek Tarczylo        | 80,18  | Q        |
| Allemagne | Michelle Uhl / Tobias Bludau            | 78,95  | Q        |
| Norvège   | Anne Ragnhild / Steinar Berg            | 74,92  | Q        |
| Slovaquie | Andrea Hrušková / Filip Kočiš           | 72,06  | R        |
| Tchéquie  | Lenka Richtrová / Marek Divoký          | 69,85  | R        |
| France    | Melitine Poulios / Nicolas Thevenon     | 67,59  | R        |
| Suisse    | Gwendoline Schlegel / Stephan Schlegel  | 52,43  | R        |
| Autriche  | Verena Lampeter / Thomas Glaser         | 50,32  | R        |
| Australie | Megan Bolton / Jonathan Bell            | 49,43  | R        |
| Slovénie  | Tina Rabic / Franci Pevc                | 27,90  | R        |
| Sénégal   | Clarisse Léa Sagna / Sabine Mendy       | 25,25  | R        |
| Pérou     | Santia Hinostroza / Jorge Vera          | 22,39  | R        |
| Inde      | Tanushree Rakshit / Swapnil Londhe      | 2,40   | R        |

- Q : Qualifié pour la demi-finale
- R : Qualifié pour le tour de repêchage

#### Tour de repêchage
| Pays      | Noms                                   | Points | Résultat |
| --------- | -------------------------------------- | ------ | -------- |
| Tchéquie  | Lenka Richtrová / Marek Divoký         | 72,37  | Q        |
| Slovaquie | Andrea Hrušková / Filip Kočiš          | 71,66  | Q        |
| France    | Melitine Poulios / Nicolas Thevenon    | 71,65  | Q        |
| Suisse    | Gwendoline Schlegel / Stephan Schlegel | 69,22  | Q        |
| Autriche  | Verena Lampeter / Thomas Glaser        | 57,18  | Q        |
| Sénégal   | Clarisse Léa Sagna / Sabine Mendy      | 33,84  | Q        |
| Slovénie  | Tina Rabic / Franci Pevc               | 28,09  | Q        |
| Inde      | Tanushree Rakshit / Swapnil Londhe     | 7,44   | Q        |
| Pérou     | Santia Hinostroza / Jorge Vera         | 3,32   | 13e      |
| Australie | Megan Bolton / Jonathan Bell           | −49,32 | 14e      |

- Q : Qualifié pour la demi-finale

#### Demi-finale
| Pays      | Noms                                    | Points | Résultat |
| --------- | --------------------------------------- | ------ | -------- |
| Pologne   | Anna Miadzielec / Jacek Tarczylo        | 114,46 | Q        |
| Russie    | Xenia Osnowina / Konstantin Tschistikow | 113,99 | Q        |
| Allemagne | Michelle Uhl / Tobias Bludau            | 103,38 | Q        |
| Norvège   | Anne Ragnhild / Steinar Berg            | 98,92  | Q        |
| Tchéquie  | Lenka Richtrová / Marek Divoký          | 90,73  | Q        |
| France    | Melitine Poulios / Nicolas Thevenon     | 89,75  | Q        |
| Slovaquie | Andrea Hrušková / Filip Kočiš           | 89,67  | 7e       |
| Suisse    | Gwendoline Schlegel / Stephan Schlegel  | 85,64  | 8e       |
| Slovénie  | Tina Rabic / Franci Pevc                | 76,64  | 9e       |
| Autriche  | Verena Lampeter / Thomas Glaser         | 69,50  | 10e      |
| Sénégal   | Clarisse Léa Sagna / Sabine Mendy       | 34,58  | 11e      |
| Inde      | Tanushree Rakshit / Swapnil Londhe      | −16,65 | 12e      |

- Q : Qualifié pour la finale

#### Finale
| Pays      | Noms                                    | Foot technique | Foot technique | Acrobatique | Acrobatique | Total point | Résultat |
| Pays      | Noms                                    | Points         | Rang           | Points      | Rang        | Total point | Résultat |
| --------- | --------------------------------------- | -------------- | -------------- | ----------- | ----------- | ----------- | -------- |
| Pologne   | Anna Miadzielec / Jacek Tarczylo        | 27,64          | 1              | 115,63      | 1           | 143,27      | 1re      |
| Russie    | Xenia Osnowina / Konstantin Tschistikow | 25,20          | 2              | 109,98      | 2           | 135,18      | 2e       |
| Allemagne | Michelle Uhl / Tobias Bludau            | 23,84          | 3              | 108,49      | 3           | 132,33      | 3e       |
| Norvège   | Anne Ragnhild / Steinar Berg            | 20,31          | 5              | 98,78       | 4           | 119,09      | 4e       |
| France    | Melitine Poulios / Nicolas Thevenon     | 21,48          | 4              | 89,59       | 5           | 111,07      | 5e       |
| Tchéquie  | Lenka Richtrová / Marek Divoký          | 19,88          | 6              | 89,07       | 6           | 108,95      | 6e       |

### Salsa - 28 juillet 2017

#### Premier tour
| Pays       | Noms                                                             | Points | Résultat |
| ---------- | ---------------------------------------------------------------- | ------ | -------- |
| Colombie   | Yinessa Ortega / Stevens Rebolledo                               | 34,85  | Q        |
| Colombie   | Adriana Avila / Yefersson Benjumea                               | 33,43  | Q        |
| Équateur   | Jessica Estesania Valencia Naveda / Jose Antonio Romero Martinez | 32,08  | Q        |
| Tchéquie   | Tereza Vodičková / Jakub Mazůch                                  | 32,00  | Q        |
| Italie     | Serena Maso / Simone Sanfilippo                                  | 31,75  | Q        |
| Espagne    | Magali Piedra / Juan Alejandro Pallares                          | 29,33  | Q        |
| France     | Laure Ibanez / Jordan Mouillerac                                 | 29,17  | R        |
| États-Unis | Brianna Rios / Luis Santiago                                     | 28,67  | R        |
| Hongrie    | Edit Lilla Nagy / Mate Pek                                       | 28,13  | R        |
| Brésil     | Larissa Dos Santos / Robinson Ferreira Da Silva                  | 27,92  | R        |

- Q : Qualifié pour la demi-finale
- R : Qualifié pour le tour de repêchage

#### Redance
| Pays       | Noms                                            | Points | Résultat |
| ---------- | ----------------------------------------------- | ------ | -------- |
| Hongrie    | Edit Lilla Nagy / Mate Pek                      | 30,25  | Q        |
| France     | Laure Ibanez / Jordan Mouillerac                | 30,00  | Q        |
| États-Unis | Brianna Rios / Luis Santiago                    | 28,67  | 9e       |
| Brésil     | Larissa Dos Santos / Robinson Ferreira Da Silva | 28,67  | 10e      |

- Q : Qualifié pour la demi-finale

#### Demi-finale
| Pays     | Noms                                                             | Points | Résultat |
| -------- | ---------------------------------------------------------------- | ------ | -------- |
| Colombie | Yinessa Ortega / Stevens Rebolledo                               | 35,03  | Q        |
| Colombie | Adriana Avila / Yefersson Benjumea                               | 35,00  | Q        |
| Italie   | Serena Maso / Simone Sanfilippo                                  | 34,73  | Q        |
| Tchéquie | Tereza Vodičková / Jakub Mazůch                                  | 32,83  | Q        |
| Équateur | Jessica Estesania Valencia Naveda / Jose Antonio Romero Martinez | 32,67  | Q        |
| Espagne  | Magali Piedra / Juan Alejandro Pallares                          | 31,80  | Q        |
| France   | Laure Ibanez / Jordan Mouillerac                                 | 30,33  | 7e       |
| Hongrie  | Edit Lilla Nagy / Mate Pek                                       | 30,33  | 8e       |

- Q : Qualifié pour la finale

#### Finale
| Pays     | Noms                                                             | Points | Résultat |
| -------- | ---------------------------------------------------------------- | ------ | -------- |
| Colombie | Yinessa Ortega / Stevens Rebolledo                               | 37,54  | 1re      |
| Colombie | Adriana Avila / Yefersson Benjumea                               | 37,21  | 2e       |
| Italie   | Serena Maso / Simone Sanfilippo                                  | 36,04  | 3e       |
| Tchéquie | Tereza Vodičková / Jakub Mazůch                                  | 33,67  | 4e       |
| Équateur | Jessica Estesania Valencia Naveda / Jose Antonio Romero Martinez | 33,50  | 5e       |
| Espagne  | Magali Piedra / Juan Alejandro Pallares                          | 32,17  | 6e       |

## Podiums
| Épreuves         | Or                                           | Argent                                      | Bronze                                              |
| ---------------- | -------------------------------------------- | ------------------------------------------- | --------------------------------------------------- |
| Danses latines   | Moldavie Gabriele Goffredo Anna Matus        | Russie Armen Tsaturyan (ru) Svetlana Gudyno | France Charles-Guillaume Schmitt Elena Salikhova    |
| Danses standards | Allemagne Benedetto Ferruggia Claudia Köhler | Russie Olga Kulikova Dmitry Zharkov         | Lituanie Ieva Žukauskaitė (en) Evaldas Sodeika (en) |
| Rock'n'Roll      | Pologne Jacek Tarczyło Anna Miadzielec       | Russie Konstantin Chistikov Ksenia Osnovina | Allemagne Tobias Bludau Michelle Uhl                |
| Salsa            | Colombie Yinessa Ortega Stevens Rebolledo    | Colombie Adriana Avila Yefersson Benjumea   | Italie Serena Maso Simone Sanfilippo                |

## Tableau des médailles
- Pays organisateur

| Rang  | Nation    | Or | Argent | Bronze | Total |
| ----- | --------- | -- | ------ | ------ | ----- |
| 1     | Colombie  | 1  | 1      | 0      | 2     |
| 2     | Allemagne | 1  | 0      | 1      | 2     |
| 3     | Moldavie  | 1  | 0      | 0      | 1     |
| 3     | Pologne   | 1  | 0      | 0      | 1     |
| 5     | Russie    | 0  | 3      | 0      | 3     |
| 6     | France    | 0  | 0      | 1      | 1     |
| 6     | Lituanie  | 0  | 0      | 1      | 1     |
| 6     | Italie    | 0  | 0      | 1      | 1     |
| Total | Total     | 4  | 4      | 4      | 12    |